# Фінал чемпіонату світу з хокею 2008
Фінал чемпіонату світу з хокею 2008 — фінальний матч чемпіонату світу з хокею 2008 року, який пройшов у Квебеку 18 травня 2018 на арені «Колізей Пепсі».

## Передмова
Ця гра стала першою між росіянами та канадцями у фіналах чемпіонатів світу. Для російської збірної це був третій фінал з 2002 року тоді як для канадців п'ятий виступ за останні шість років. Команда «кленового листка» на момент фіналу була чинним чемпіоном.

## Шлях до фіналу
| Канада                |           |           |           |             |
| Попередній раунд      |           |           |           |             |
| №                     | Збірна    | Результат | Дата      | Група       |
| 1                     | Словенія  | 5:1       | 2 травня  | B           |
| 2                     | Латвія    | 7:0       | 4 травня  | B           |
| 3                     | США       | 5:4       | 6 травня  | B           |
| Кваліфікаційний раунд |           |           |           |             |
| 4                     | Норвегія  | 2:1       | 8 травня  | F           |
| 5                     | Німеччина | 10:1      | 10 травня | F           |
| 6                     | Фінляндія | 6:3       | 12 травня | F           |
| Плей-оф               |           |           |           |             |
| №                     | Збірна    | Результат | Дата      | Раунд       |
| 7                     | Норвегія  | 8:2       | 14 травня | Чвертьфінал |
| 8                     | Швеція    | 5:4       | 17 травня | Півфінал    |

| Росія                 |           |           |           |             |
| Попередній раунд      |           |           |           |             |
| №                     | Збірна    | Результат | Дата      | Група       |
| 1                     | Італія    | 7:1       | 2 травня  | D           |
| 2                     | Чехія     | 5:4 ОТ    | 4 травня  | D           |
| 3                     | Данія     | 4:1       | 6 травня  | D           |
| Кваліфікаційний раунд |           |           |           |             |
| 4                     | Білорусь  | 4:3 бул.  | 9 травня  | D           |
| 5                     | Швеція    | 3:2       | 10 травня | D           |
| 6                     | Швейцарія | 5:3       | 12 травня | D           |
| Плей-оф               |           |           |           |             |
| №                     | Збірна    | Результат | Дата      | Раунд       |
| 7                     | Швейцарія | 6:0       | 14 травня | Чвертьфінал |
| 8                     | Фінляндія | 4:0       | 16 травня | Півфінал    |

## Матч
| 18 травня 2008 13:00 | Канада | 4 : 5 (ОТ) (3:1, 1:1, 0:2) ОТ (0:1) | Росія | «Колізей Пепсі», Квебек Глядачів: 13 339 |

|                                                          | Кем Ворд                            | Голкіпери                                                                           | Євген Набоков | Арбітри: Крістер Ларкінг Маркус Віннерборг |
| Бернс – 03:54 Кунітц – 09:17 Бернс – 14:51 Гітлі – 29:56 | 0–1 1–1 2–1 3–1 3–2 4–2 4–3 4–4 4–5 | 01:23 – Сьомін 21:14 – Сьомін 48:55 – Терещенко 54:46 – Ковальчук 62:42 – Ковальчук |               | Арбітри: Крістер Ларкінг Маркус Віннерборг |
| 8 хв.                                                    | Вилучення                           | 12 хв.                                                                              |               | Арбітри: Крістер Ларкінг Маркус Віннерборг |
| 29                                                       | Кидки                               | 32                                                                                  |               | Арбітри: Крістер Ларкінг Маркус Віннерборг |